# جيمس ماكسويل
جيمس كلارك ماكسويل (13 يونيو 1831 - 5 نوفمبر 1879) (بالإنجليزية: James Clerk Maxwell) زميل الجمعية الملكية لإدنبرة وزميل الجمعية الملكية، (13 يونيو 1831-5 نوفمبر 1879) كان عالم رياضيات وعالمًا اسكتلنديًا مسؤولًا عن النظرية الكلاسيكية للموجة الكهرومغناطيسية التي تصف الكهرباء والمغناطيسية والضوء على أنها تجليات مختلفة لنفس الظاهرة لأول مرة. أُطلق على معادلات ماكسويل للكهرومغناطيسية لقب «التوحيد العظيم الثاني في الفيزياء»، إذ وضع إسحاق نيوتن معادلة التوحيد الأولى.
مع نشر عمل «نظرية ديناميكية للمجال الكهرومغناطيسي» في عام 1865، أوضح ماكسويل أن المجالات الكهربائية والمغناطيسية تنتقل عبر الفراغ على شكل موجات تتحرك بسرعة الضوء. اقترح أن الضوء هو تموج في نفس الوسط المسبب للظواهر الكهربائية والمغناطيسية. أدى توحيد الظواهر الضوئية والكهربائية إلى توقعه لوجود موجات الراديو. يعتبر ماكسويل أيضًا مؤسسًا في المجال الحديث للهندسة الكهربائية.
ساعد في تطوير توزيع ماكسويل-بولتزمان، وهي وسيلة إحصائية لوصف جوانب النظرية الحركية للغازات. يُعرف أيضًا بتقديمه أول صورة فوتوغرافية ملونة متينة في عام 1861 وبعمله التأسيسي في تحليل صلابة القضبان والعقد (الجمالونات) مثل تلك التي تقوم على أساسها الجسور.
ساعدت اكتشافاته في مواكبة عصر الفيزياء الحديثة، إذ أرست الأساس لمجالات مثل النسبية الخاصة وميكانيكا الكم. يعتبر العديد من الفيزيائيين ماكسويل عالم القرن التاسع عشر الأعظم تأثيرًا في فيزياء القرن العشرين. يعتبر الكثيرون أن إسهاماته في العلوم لا تقل عن إسهامات إسحاق نيوتن وألبرت أينشتاين. في استطلاع الألفية، وهي دراسة استقصائية لأبرز 100 فيزيائي، صُنف ماكسويل على أنه ثالث أعظم فيزيائي على امتداد العصور، بعد نيوتن وأينشتاين فقط. في الذكرى المئوية لعيد ميلاد ماكسويل، وصف أينشتاين عمل ماكسويل بأنه «أكثر ما شهدته الفيزياء عمقًا وإثمارًا منذ عصر نيوتن». حين زار آينشتاين جامعة كامبريدج عام 1922، أخبره مضيفه أنه أنجز أشياء عظيمة لأنه اعتمد على أعمال نيوتن، فأجاب أينشتاين: «لا، لقد اعتمدت على أعمال ماكسويل».

## حياته

### النشأة 1831-1839
ولد جيمس كليرك ماكسويل في 13 يونيو 1831 في 14 إنديا ستريت في إدنبرة، للمحامي جون كليرك ماكسويل من ميدلبي، وفرانسيس كاي ابنة روبرت هودشون كاي وشقيقة جون كاي. (أصبح مسقط رأسه يضم الآن متحفًا تديره مؤسسة جيمس كليرك ماكسويل). كان والده رجلًا غنيًا ومقتدرًا من عائلة كليرك من بينيكويك التي تمتعت بمرتبة بارون كليرك بينيكويك. كان شقيق والده هو البارونيت السادس. ولد الأب باسم «جون كليرك»، وأضاف ماكسويل إلى اسمه بعد أن ورث ملكية ميدلبي (حين كان طفلًا رضيعًا عام 1793)، وهي ملكية ماكسويل في دومفريسشاير. كان جيمس ابن العم الأول للفنانة جميما بلاكبيرن (ابنة أخت والده) والمهندس المدني ويليام دايس كاي (ابن شقيق والدته). كان كاي وماكسويل صديقين مقربين، ووقف كاي بصفته إشبينًا لماكسويل حين تزوج.
التقى والدا ماكسويل وتزوجا حين كانا في الثلاثينيات من العمر؛ كانت والدته تبلغ من العمر 40 عامًا تقريبًا حين أنجبته. أنجبا قبله ابنة اسمها إليزابيث، توفيت في سن الطفولة.

حين كان ماكسويل صغيرًا، انتقلت عائلته إلى غلينلير في كيركيدبرايتشاير وكان قد شيدها والداه على أرضٍ تبلغ مساحتها 1500 فدان (610 هكتار). تشير جميع الدلائل إلى أن ماكسويل حافظ على فضول لا ينضب منذ سن مبكرة. في سن الثالثة، كان كل ما يتحرك أو يلمع أو يصدر ضوضاء يدفعه لطرح السؤال: «ما هذا؟». في فقرة أُضيفت إلى رسالة من والده إلى أخت زوجته جين كاي في عام 1834، وصفت والدته حب الاستطلاع الفطري لديه كالتالي:
إنه رجل سعيد جدًا وقد تحسن كثيرًا منذ أن اعتدل الطقس. إنه بارع فيما يخص الأبواب والأقفال والمفاتيح وما إلى ذلك، ولا يمل أبدًا من تكرار جملة «أرني كيف يتم ذلك». يحب البحث في المسير الخفي للأنهار والأسلاك الجرسية، والطريقة التي يتدفق بها الماء من البركة عبر الجدار....

### تعليمه 1839-1847
أدركت الوالدة إمكانات الصبي، وتحملت فرانسيس والدة ماكسويل مسؤولية تعليمه المبكر، وكان التعليم آنذاك يقع على عاتق ربة المنزل في العصر الفيكتوري إلى حد كبير. في الثامنة استطاع أن يقرأ مقاطع طويلة من كتابات ميلتون ومزمور 119 كاملًا (176 آية). في الواقع، كانت معرفته بالكتاب المقدس مفصلة بالفعل، إذ كان قادرًا على تذكر السورة والآية التي ينتمي إليها أي اقتباس من المزامير. أُصيبت والدته بسرطان المعدة، وتوفيت في ديسمبر 1839 بعد عملية جراحية فاشلة، وكان يبلغ من العمر آنذاك ثماني سنوات. أشرف على تعليمه بعد ذلك والده وخالته جين، ولعب كلاهما أدوارًا محورية في حياته. بدأ تعليمه الرسمي بدايةً غير موقفة تحت إشراف معلم مأجور يبلغ من العمر 16 عامًا. لا يُعرف سوى القليل عن الشاب الذي وُظف لتعليم ماكسويل، باستثناء أنه عامل الصبي الصغير بقسوة، وكان يوبخه لكونه بطيئًا ومشاكسًا. طُرد المعلم في نوفمبر 1841. اصطحب والد جيمس إياه إلى عرض روبرت ديفيدسون للدفع الكهربائي والقوة المغناطيسية في 12 فبراير 1842، وتركت التجربة آثارًا عميقة على الصبي.
أُرسِل ماكسويل إلى أكاديمية إدنبرة المرموقة. أقام خلال فترات الفصل الدراسي في منزل خالته إيزابيلا. خلال ذلك الوقت، زاد شغفه بالرسم لتأثره بابنة عمه الكبرى جميما. لم يستطع ماكسويل البالغ من العمر 10 سنوات، والذي نشأ في عزلة في مزرعة والده الريفية، أن يندمج جيدًا في المدرسة. كانت مقاعد السنة الأولى محجوزة بالكامل، فاضطر إلى الانضمام إلى السنة الثانية مع زملاء يكبرونه في السن. أذهلت سلوكياته ولهجة غالاوي الأولاد الآخرين واعتبروها ريفية. وصل إلى المدرسة في يومه الأول مرتديًا زوجًا من الأحذية المصنوعة منزليًا وسترة، وأُطلق عليه لقب غير لائق وهو «الأبله». لم يبدُ أبدًا أنه يستاء من اللقب، وتحمله دون شكوى لسنوات عديدة. انتهت عزلته الاجتماعية في الأكاديمية حين التقى لويس كامبل وبيتر غوثري تايت، وهما صبيان من نفس العمر أصبحا باحثين بارزين في وقت لاحق من حياتهما. ظلوا أصدقاء مدى الحياة.
كان ماكسويل مفتونًا بالهندسة في سن مبكرة، إذ أعاد اكتشاف متعدد السطوح المنتظم قبل أن يتلقى أي توجيه رسمي. فاز بجائزة المدرسة الكتابية للسيرة الذاتية في سنته الثانية، ورغم ذلك لم يلفت عمله الأكاديمي الانتباه حتى فاز بميدالية المدرسة الرياضية والجائزة الأولى في اللغة الإنجليزية وفي الشعر، وذلك في سن الثالثة عشر من عمره.
ذهبت اهتمامات ماكسويل إلى ما هو أبعد من منهج المدرسة ولم يولِ اهتمامًا خاصًا لأداء الاختبار. كتب أول عمل علمي له في سن الرابعة عشرة. وصف فيها وسيلة ميكانيكية لرسم منحنيات رياضية باستخدام قطعة حبل ملفوف، بالإضافة إلى سمات القطع الناقص والأشكال البيضاوية الديكارتية والمنحنيات ذات الصلة التي تمتلك أكثر من بؤرتين. قدم جيمس فوربس، أستاذ الفلسفة الطبيعية في جامعة إدنبرة، عملًا لماكسويل عام 1846 باسم «حول وصف المنحنيات البيضاوية والمنحنيات متعددة البؤر» إلى الجمعية الملكية في إدنبرة، إذ كان ماكسويل أصغر من أن يقدم العمل بنفسه. لم يكن العمل أصليًا تمامًا، نظرًا لأن رينيه ديكارت كان قد عاين أيضًا سمات القطوع الناقصة متعددة البؤر هذه في القرن السابع عشر، لكن ماكسويل بسّط بنائها.

## أهميته
يعتبر كثير من علماء الفيزياء أن ماكسويل هو أكثر علماء القرن التاسع عشر تأثيراً على علم الفيزياء، ويضاهي الكثير منهم هذا التأثير بتأثير نيوتن وأينشتاين. وفي تصويت حول أعظم الفيزيائيين على مر التاريخ جرى في نهاية الألفية الثانية واشترك فيه 100 من أبرز علماء الفيزياء جاء ماكسويل في المركز الثالث بعد نيوتن وأينشتاين مباشرة. وقد وصف أينشتاين نفسه إنجازات ماكسويل العلمية خلال احتفال بمئوية مولد ماكسويل بأنها «الأعمق والأكثر نفعاً لعلم الفيزياء منذ عصر نيوتن». وكان أينشتاين يعلق صورة ماكسويل على جدار مكتبه، إلى جوار صور مايكل فاراداي ونيوتن.

## أستاذيته في الجامعة

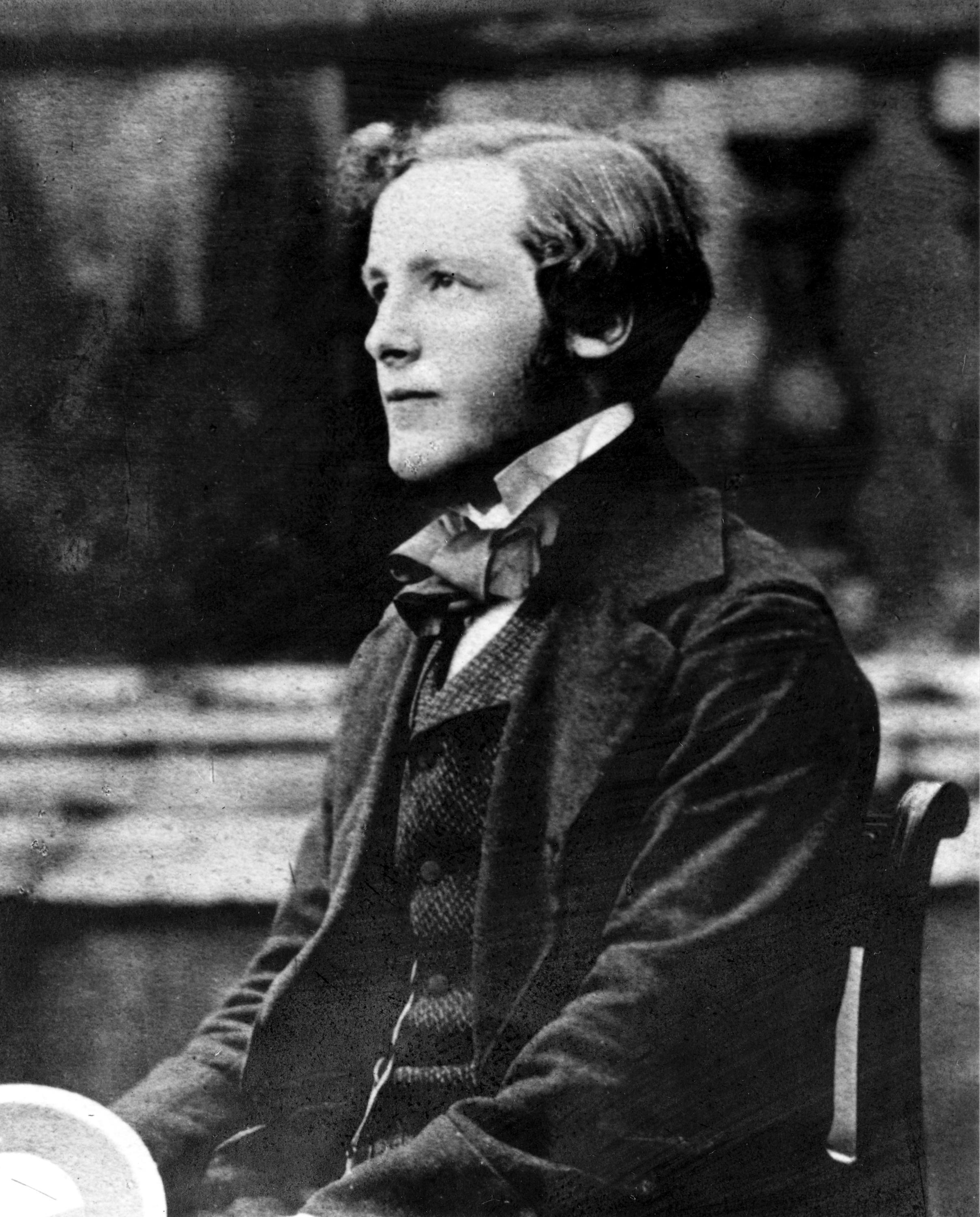
جيمس ماكسويل وهو طالب في كامبردج. يظهر في يده دولاب الألوان

### جامعة كامبردج (1850 ـ 1856)
تخرج ماكسويل في جامعة كمبردج سنة 1854 حاملاً درجة علمية في الرياضيات، وكان الثاني في الترتيب بعد إدوارد روث (1831 ـ 1907)، فعمل بالتدريس في الجامعة حتى أبلغه أستاذه فوربس بخلو كرسي الفلسفة الطبيعية في كلية ماريشال (التي أصبحت فيما بعد جزءاً من جامعة أبردين) وحثه على التقدم لشغل ذلك الكرسي فتقدم له وقُبل، ليترك جامعة كمبردج في نوفمبر 1856.

### جامعة أبردين (1856 ـ 1860)
أثناء أستاذيته في أبردين (1856 ـ 1860) قضى ماكسويل عامين في دراسة حلقات كوكب زحل وأثبت أنها جسيمات صغيرة كثيرة العدد تدور حول الكوكب. ونتيجة لذلك البحث (الذي عنونه «عن استقرار حلقات زحل») نال ماكسويل سنة 1859 جائزة آدامز التي كانت قيمتها آنذاك 130 جنيهاً استرلينياً.
وأثناء وجود ماكسويل في كلية ماريشال تعرف إلى ابنة مدير الكلية «كاترين ماري ديوار» (التي كانت تكبره بسبع سنوات كاملة) وتقدم لخطبتها سنة 1858 وتزوجها في أبردين في 2 يونيو 1859.
وفي سنة 1860 اندمجت كلية مارشال مع كلية الملك المجاورة لتكونا جامعة أبردين، ولم يعد هناك مكان لأستاذين للفلسفة الطبيعية معاً، فوجد ماكسويل نفسه في موقف غير معتاد بالنسبة لقامته العلمية، مما دفعه إلى التقدم لشغل كرسي أستاذه فوربس الذي تصادف خلوه في نفس الوقت ولكنه فشل في الحصول على هذا الكرسي، لكنه سرعان ما نجح في الحصول على كرسي الفلسفة الطبيعية في كلية الملك بلندن، وهو المنصب الذي شغله بدءاً من سنة 1860.

### كلية الملك بلندن (1860 ـ 1865)

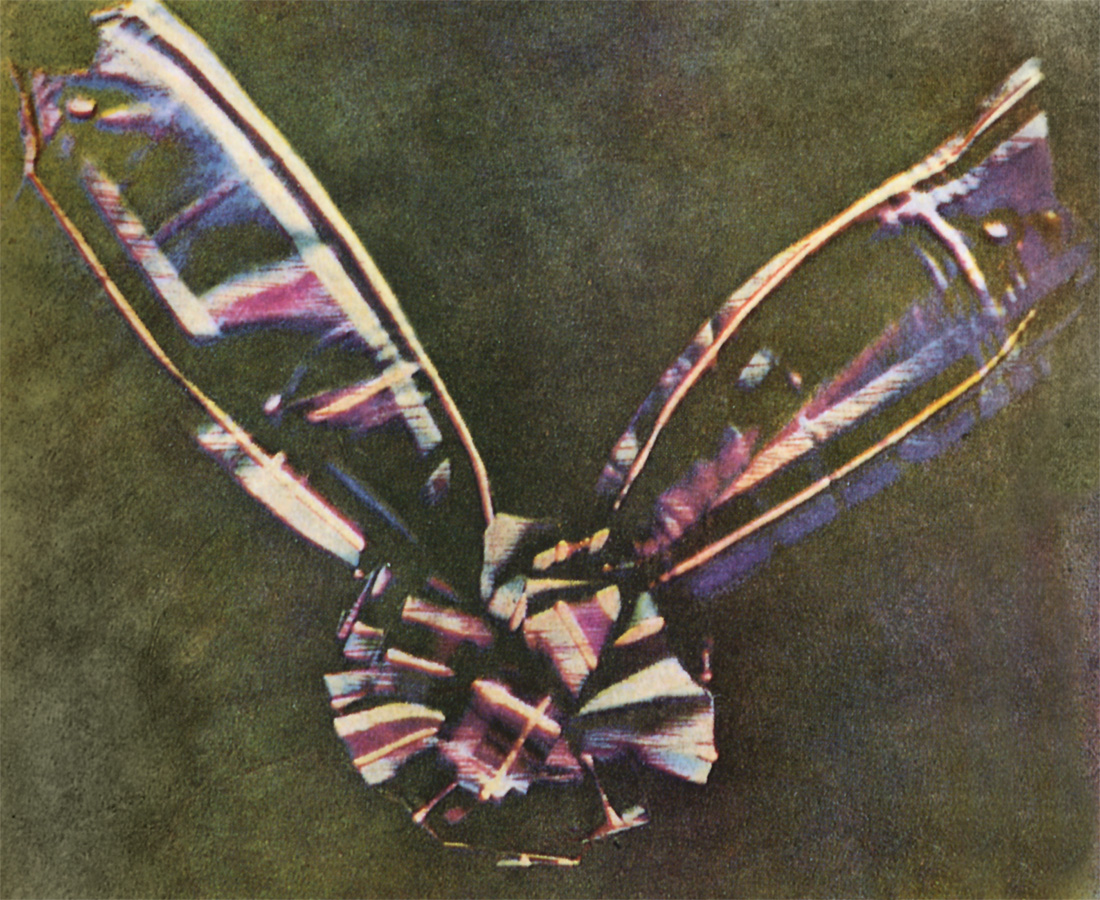
أول صورة فوتوغرافية ملونة دائمة أخذت من قبل ماكسويل في 1861

كانت السنوات التي قضاها ماكسويل في كلية الملك من أكثر سنوات حياته العلمية إنتاجاً؛ ففيها نال ماكسويل وسام رمفورد (بالإنجليزية: Rumford Medal) من الجمعية الملكية سنة 1860 عن أبحاثه عن الألوان، ثم انتخب في العام التالي (1861) عضواً بالجمعية نفسها. وفي تلك الفترة عرض ماكسويل أول صورة فوتوغرافية ملونة في العالم، وطور أفكاره حول لزوجة الغازات، وعرض نظاماً لتوصيف الكميات الفيزيائية، يسمى التحليل البُعدي (بالإنجليزية: dimensional analysis)، وقد دأب ماكسويل على حضور المحاضرات بالمؤسسة الملكية (بالإنجليزية: Royal Institution)، مما أتاح له الفرصة للاقتراب من العالم مايكل فاراداي الذي كان يكبره بأربعين عاماً.
في تلك الفترة أيضاً اكتشف ماكسويل اكتشافاته العظيمة التي أسهمت في تقدم الفهم العلمي للكهرومغناطيسية؛ إذ تناول بالبحث طبيعة المجالات الكهرومغناطيسية في ورقة علمية من جزءين نشرها سنة 1861 بعنوان «عن الخطوط الفيزيائية للقوى» (بالإنجليزية: On physical lines of force)، وفيها قدم نموذجاً تخيلياً للحث الكهرومغناطيسي، وفي عام 1862 أضاف ماكسويل جزءين جديدين إلى هذه الورقة البحثية، ناقش في أولاهما طبيعة الكهروستاتيكا وتيار الإزاحة. وفي الثانية تناول بالبحث دوران مستوى استقطاب الضوء في المجال المغناطيسي، وهي ظاهرة اكتشفهافاراداي وتعرف اليوم باسم «تأثير فاراداي».
وهو أول من توصل الي معادلة بين المغناطيس والكهرباء ووضح الفعل ورد الفعل ومعدلاته بسيطة وشاملة وأشار إلى عدم محدودية الموجات وأن سرعتها 299792.458 كم/ث وهي سرعة الضوء وأشار الي وجود موجات أخرى وهذا ما توصل إليه هيرتز واستخدمها ماركوني في الراديو ومعادلات ماكسويل هي أساس البصريات ولقد توفي في سنة 1879.

## سنواته الأخيرة
في سنة 1865 استقال ماكسويل من كرسيه بكلية الملك بلندن وعاد إلى قريته في غلينلير (بالإنجليزية: Glenlair) بصحبة زوجته. وفي الأعوام التالية ألف كتاب «نظرية الحرارة» (بالإنجليزية: Theory of Heat) سنة 1871، ودراسة أولية عن المادة والحركة (بالإنجليزية: Matter and Motion) سنة 1876، وقد كان ماكسويل هو أول من استخدم التحليل البعدي بشكل واضح سنة 1871
وفي سنة 1871 تولى أستاذية كرسي كافنديش للفيزياء بجامعة كامبردج، وكان أول من شغل هذا الكرسي من الأساتذة، وأسند إليه تطوير مختبر كافنديش، فأخذ يشرف على كل مرحلة من مراحل البناء وشراء أجهزة المعمل، على نفقة مؤسس المعمل وليم كافنديش (الدوق السابع لديفونشاير)، والذي كان مستشاراً للجامعة وأحد خريجيها البارزين، ولم يبخل على المعمل بالمال (وقد أنشأه تكريماً لقريبه العالم الفيزيائي هنري كافيندش). ومن أهم منجزات ماكسويل في أخرى ات حياته تحرير وتحقيق أبحاث هنري كافيندش (1731 ـ 1810) حول الكهرباء، والتي تناول فيها كافنديش أيضاً مسائل أخرى كمتوسط كثافة الأرض، وتركيب الماء، وغير ذلك. وقد ذيل ماكسويل تحقيقه لهذه الأبحاث بعدد كبير من الملاحظات والهوامش التي إضافة إلى النص.

## وفاته
توفي ماكسويل في كامبردج في 5 نوفمبر 1879 وهو في الثامنة والأربعين من عمره متأثراً بسرطان في الجهاز الهضمي، ودفن في كنيسة بارتون (بالإنجليزية: Parton Kirk) قرب مدينة كاسل دوغلاس (بالإنجليزية: Castle Douglas) باسكتلندا. وقد نشرت سيرة حياته تحت عنوان «حياة جيمس كلارك ماكسويل» (بالإنجليزية: The Life of James Clerk Maxwell) بقلم صديقه البروفيسور لويس كامبل سنة 1882، ونشرت دار نشر جامعة كامبريدج أعماله الكاملة في مجلدين سنة 1890 متضمنة سلسلة المقالات التي كتبها عن خصائص المادة مثل «الذرة» و«الجاذبية» و«الخاصية الشعرية» و«الانتشار» و«الأثير» إلخ.

## روابط خارجية
- جيمس كليرك ماكسويل على موقع الموسوعة البريطانية (الإنجليزية)
- جيمس كليرك ماكسويل على موقع إن إن دي بي (الإنجليزية)